# Barnimie
Barnimie (niem. Fürstenau) – wieś sołecka w Polsce położona w województwie zachodniopomorskim, w powiecie choszczeńskim, w gminie Drawno.
W latach 1945–54 siedziba gminy Barnimie. W latach 1954–1961 wieś należała i była siedzibą władz gromady Barnimie, po jej zniesieniu w gromadzie Drawno. W latach 1975–1998 miejscowość administracyjnie należała do województwa gorzowskiego. Według danych 1 stycznia 2011 roku wieś liczyła 314 mieszkańców. 
Osady wchodzące w skład sołectwa: Borowiec, Podegrodzie.
Kolonia wchodząca w skład sołectwa: Barników.
Leśniczówka wchodząca w skład sołectwa: Żółwinko.
Folwark wchodzący w skład sołectwa: Drawnik.

## Geografia
Wieś leży ok. 5 km na południe od Drawna, nad rzeką Drawą.

## Zabytki
Do wojewódzkiego rejestru zabytków wpisany jest:
- kościół pw. Najświętszego Serca Pana Jezusa z XV wieku, wieża drewniana z XVII/XVIII wieku. Kościół parafialny, rzymskokatolicki należący do dekanatu Drawno, archidiecezji szczecińsko-kamieńskiej, metropolii szczecińsko-kamieńskiej.

## Kultura i sport
Od 1984 roku we wsi istnieje Ludowy Klub Sportowy „Świt” Barnimie.
Przepływająca przez wieś rzeka Drawa jest częścią Drawieńskiego Parku Narodowego, umożliwiającą uprawianie sportów wodnych, w szczególności kajakarstwa.